# Kościół Matki Bożej Bolesnej w Bałtowie
Kościół Matki Bożej Bolesnej – rzymskokatolicki kościół parafialny należący do parafii pod tym samym wezwaniem (dekanat sienneński diecezji radomskiej).
Jest to świątynia wzniesiona w 1697 roku, a na początku XX wieku została gruntownie wyremontowana. 
Wybudowany ze składek miejscowej ludności kościół otrzymał trzy ołtarze. Jednak miał niewielkie rozmiary i w 1894 roku ksiądz Teofil Banasiewicz rozpoczął starania o powiększenie świątyni. Obecna jej forma różni się od oryginalnej. Rozpoczęte przez księdza Banasiewicza działania znalazły finał w latach 1904−1908, kiedy to przebudowano i powiększono świątynię. Na miejscu dawnego ołtarza głównego umieszczonego po wschodniej stronie zostały wybite drzwi, natomiast na miejscu dawnego wejścia do kościoła zostało wzniesione prezbiterium. W jego wnętrzu został umieszczony nowy ołtarz. W tym samym czasie zostały dobudowane jeszcze dwie zakrystie i dwie kaplice, natomiast od wschodniej strony został dostawiony fronton zwieńczony dwiema wieżami o wysokości 36,5 metra.
Wyposażenie w postaci ołtarzy bocznych, chrzcielnicy i barokowej ambony pochodzą z poprzedniej świątyni. Wnętrze świątyni jest ozdobione malowidłami dekoracyjnymi pędzla ucznia Jana Matejki Franciszka Woronia. Oprócz tego we wnętrzu na pilastrach jest umieszczonych 12 postaci przedstawiających apostołów. Sklepienia są ozdobione wizerunkami czterech ewangelistów, natomiast między kolumnami ołtarza są umieszczone posągi biskupów męczenników − św. Stanisława i św. Wojciecha. Oprócz tego wewnątrz świątyni jest umieszczona także rzeźba jej patronki − Matki Boskiej Bolesnej, wykonana przez artystę Polkowskiego z Warszawy.

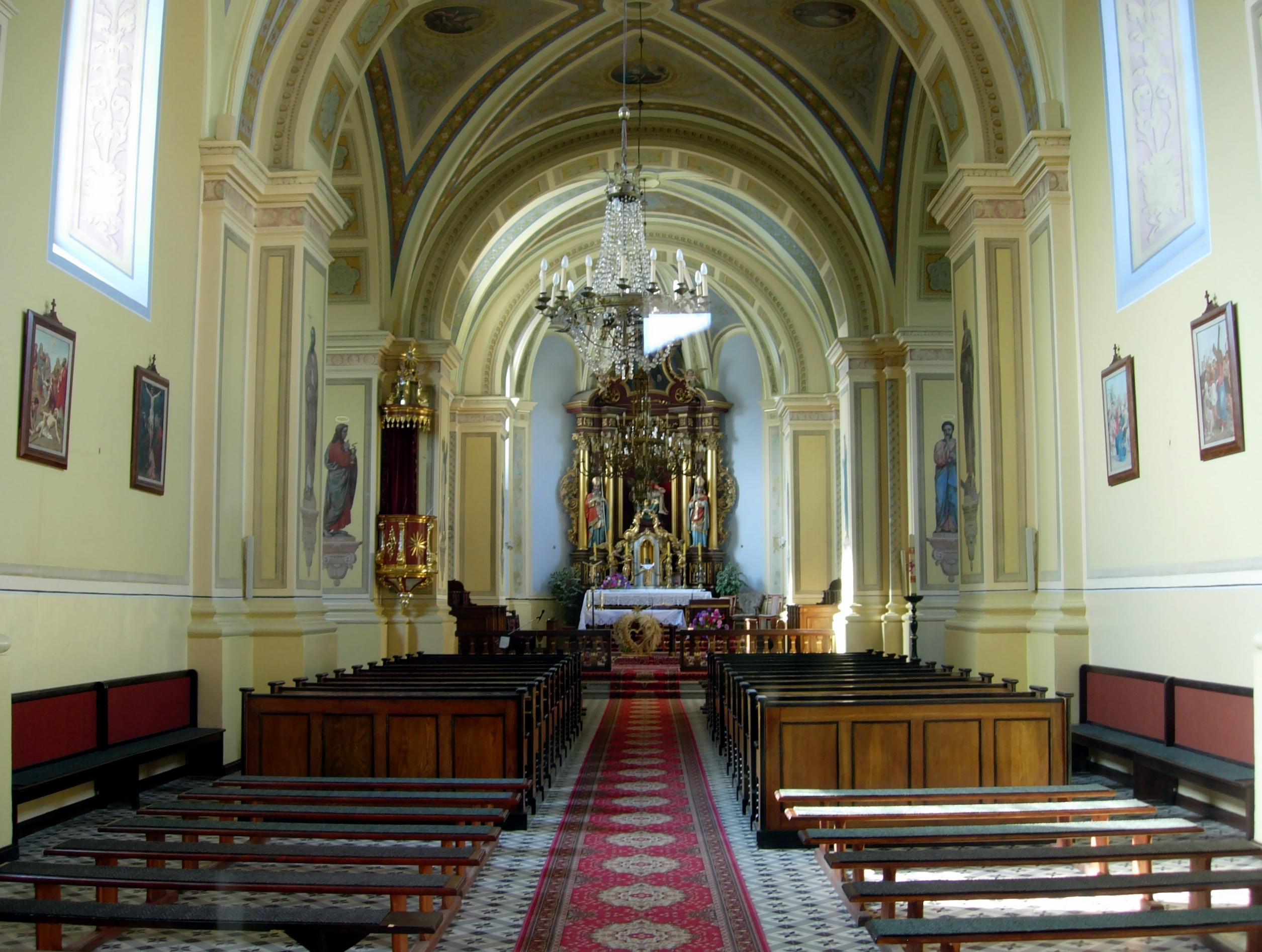
Wnętrze świątyni
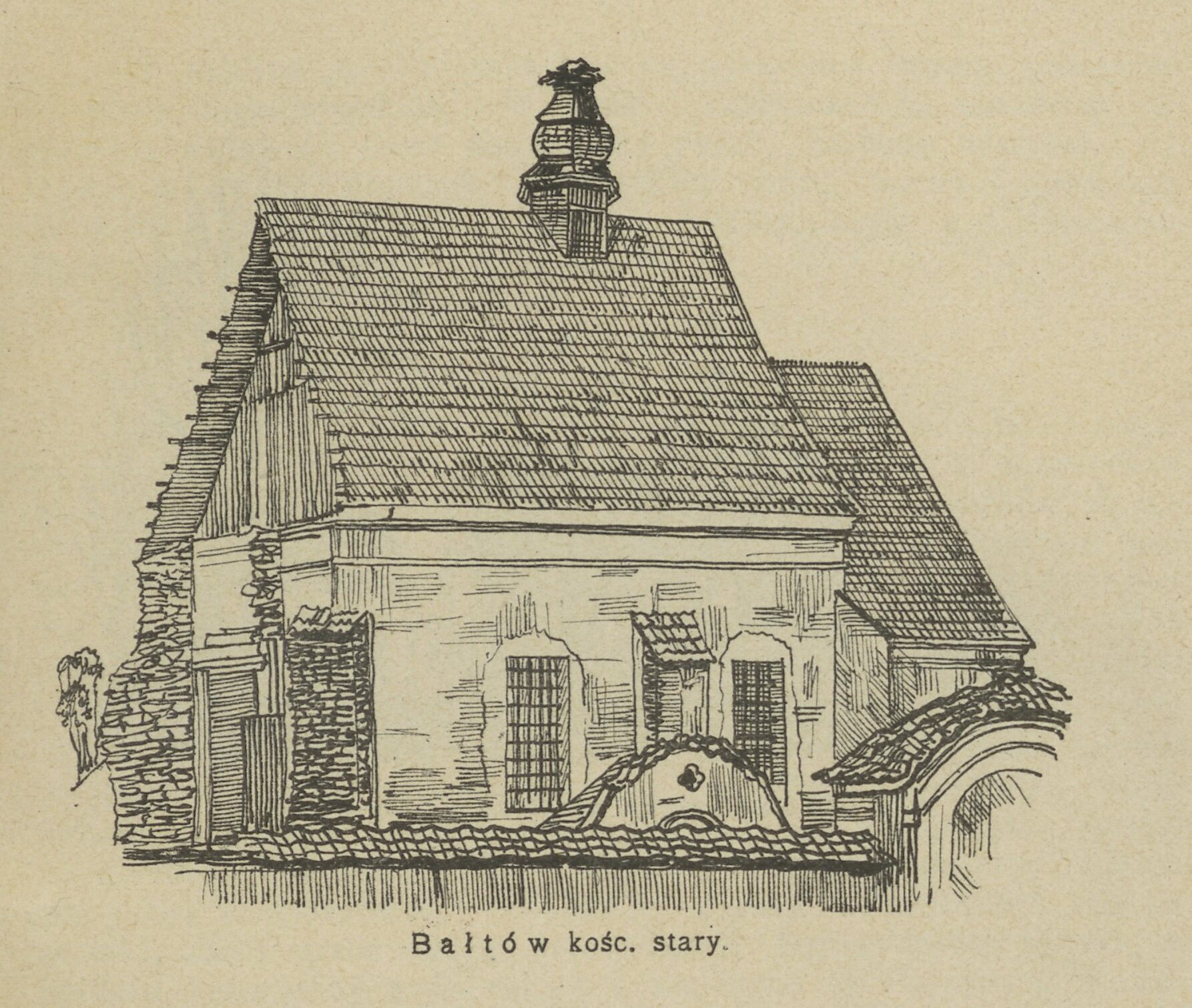
Kościół stary
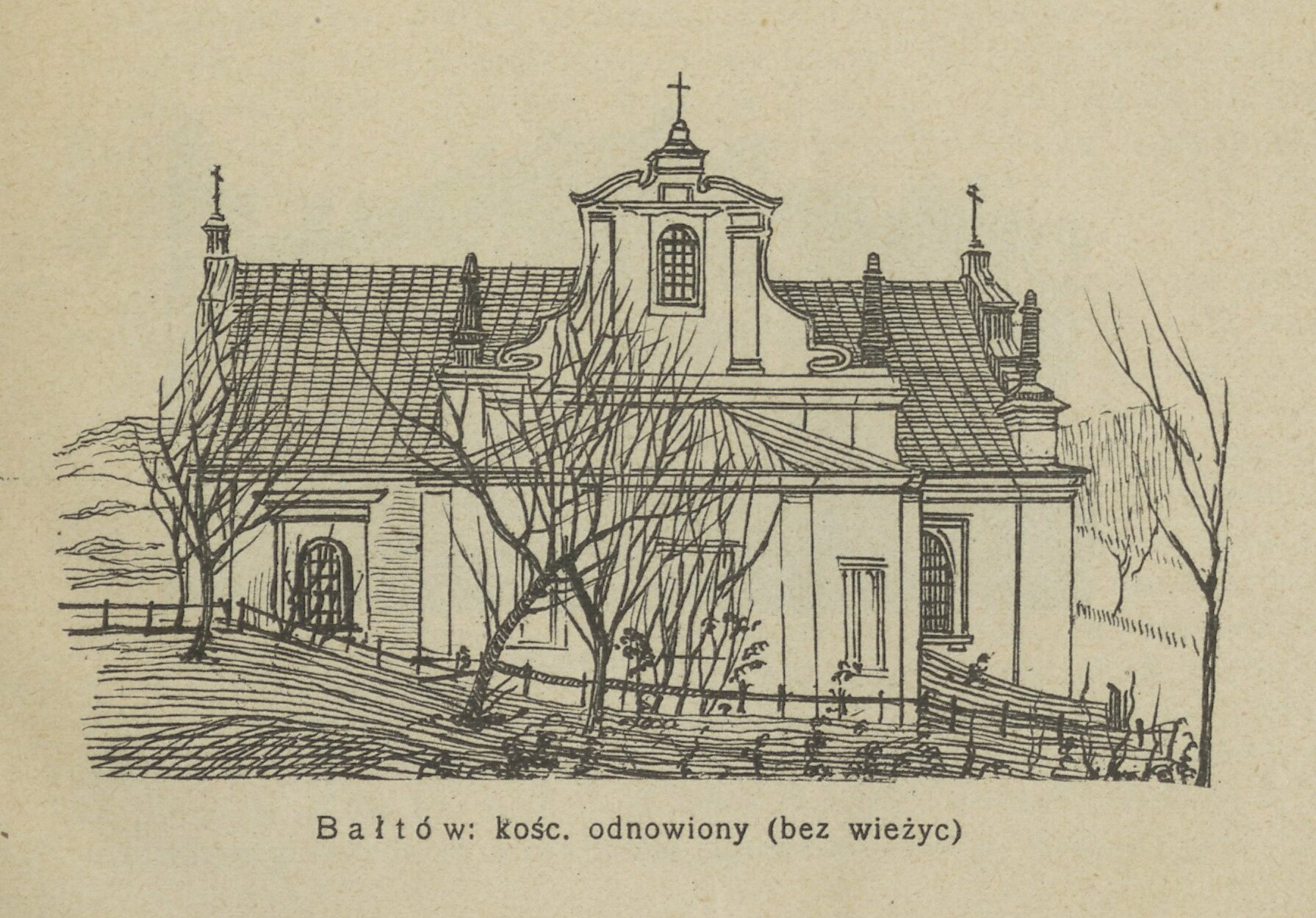
Kościół odnowiony (1911)